# دهستان رامند شمالی
دهستان رامند شمالی نام دهستانی در بخش خرمدشت شهرستان تاکستان، استان قزوین در ایران است. براساس سرشماری مرکز آمار ایران در سال ۱۳۸۵، جمعیت آن ۶٬۹۴۴ نفر (۱٬۸۳۸ خانوار) بوده است.